# Марко Цар
Марко Цар (серб. Marko Car; 30 серпня 1859, Херцег-Новий, Чорногорія — 1 грудня 1953, Белград, Югославія) — сербський і чорногірський письменник, політик і активіст.

## Біографія
Марко Цар був поліглотом і есеїстом. Він писав вірші, романи, оповідання, нариси, есей, звіти про поїздки по світу. Протягом свого життя він також написав безліч статей для газет і журналів.
Письменник народився 30 серпня 1859 року в місті Херцег-Новий (тоді частина Далматії в складі Австрійської імперії). Отримавши базову освіту в місцевій італійській школі, він переїхав в Котор і вступив до гімназії, яку з успіхом закінчив.
У 1879 році він переїхав до тодішньої столиці провінції, місто Задар, і приєднався до Сербської Народної Партії, лідером якої тоді був Сава Белановичем (чию біографію Марко Цар пізніше напише і опублікує в газеті в Дубровнику), яка боролася за захист національних інтересів сербського народу.
З 1884 по 1918 рр. він працював в Далматинський Соборі. Його друзями і колегами були Антун Фабріс, Перо Будманн, Луко Зор, Медоєв Пучич, Ніко Пучич, Іван Стоянович та ін. Він був редактором журналу «Vuk», одного з найбільш відомих журналів (1884).
Коли утворилася Югославія, Марко переїхав в нову столицю, Белград. Там він вступив в «Спільнота Сербських Письменників», а пізніше став його лідером. У 1941 році, коли Югославія була окупована Фашистської Німеччиною, він полетів в Італію; після припинення війни, в 1945 році, він повернувся в Белград, де і провів решту свого життя.
Він помер 1 грудня 1953 року в Белграді. Його останки були повернуті в Чорногорію, в місце, де він народився, а пізніше він був похований в монастирі Савіна.

## Релігійні та національні переконання
Незважаючи на те, що він народився християнином, він звернувся до смерті до Східного Православ'я, стверджуючи, що це єдиний спосіб врятувати католицько-сербську громаду від вимирання і уникнути асиміляції хорватів, Його рух не мав значного впливу поза його рідною Далмація російською береговою смугою, але в ній значну кількість католиків звернулися до православних Християни вважають це підтвердженням своєї сербської національної ідентичності та приналежності.[джерело?]